# Scombrops
Scombrops es un género de peces marinos, el único género que tienen la familia Scombropidae, distribuidos por los océanos Atlántico, Pacífico e Índico.
Aparecen por primera vez en el registro fósil durante el Terciario superior, en el Mioceno.
El cuerpo presenta dos aletas dorsales, con las partes blandas de las aletas dorsal y anal dispuestas en una característica forma escalada y con una mancha negra en las aletas pectorales.

## Especies
Existen solo tres especies reconocidas:
- Scombrops boops (Houttuyn, 1782)
- Scombrops gilberti (Jordan y Snyder, 1901)
- Scombrops oculatus (Poey, 1860) - Escolar chino (en Cuba) o Boral prieto (en República Dominicana).